# Xbox Linux
Xbox Linux fue un proyecto que portó el sistema operativo Linux a la consola de videojuegos Xbox. Debido a que Xbox utiliza un sistema de firma digital para evitar que el público ejecute código sin firmar, se debe usar un modchip. Originalmente, los modchips eran la única opción; sin embargo, más tarde se demostró que el chip TSOP en el que se encuentra el BIOS de Xbox puede volver a actualizarse. De esta manera, uno puede flashear el BIOS "Cromwell", que fue desarrollado legalmente por el proyecto Xbox Linux. Catalizado por un gran premio en efectivo para el primer equipo que ofrece la posibilidad de arrancar Linux en una Xbox sin la necesidad de un hack de hardware, también se encontraron numerosos hacks solo de software. Por ejemplo, se encontró un desbordamiento de búfer en el juego 007: Agent Under Fire que permitió el arranque de un cargador de Linux ("xbeboot") directamente desde un juego guardado. 
La Xbox es esencialmente una PC con un procesador Intel Pentium III  a 733 MHz, un disco duro de 10 GB, 64 MB de RAM (aunque en todos los equipos anteriores se puede actualizar a 128 MB) y 4 puertos USB. (Los puertos del controlador son en realidad puertos USB 1.1 con un conector modificado). Estas especificaciones son suficientes para ejecutar varias distribuciones de Linux disponibles. 

 Desde la página de inicio de Xbox-Linux: 
 La Xbox es una PC sin legado de Microsoft que consta de una CPU Intel Celeron de 733 MHz, una nVidia GeForce 3MX, 64 MB de RAM, un disco duro de 8/10 GB, una unidad de DVD y Ethernet 10/100. Como en todas las PC, puede ejecutar Linux en él.
Una Xbox con Linux puede ser una computadora de escritorio completa con mouse y teclado, un buzón de correo electrónico o web conectado a la TV, un servidor o enrutador o un nodo en un clúster. Puede realizar un arranque dual o utilizar solo Linux; en el último caso, puede reemplazar ambos dispositivos IDE. Y sí, puede conectar la Xbox a un monitor VGA. 

## Usos

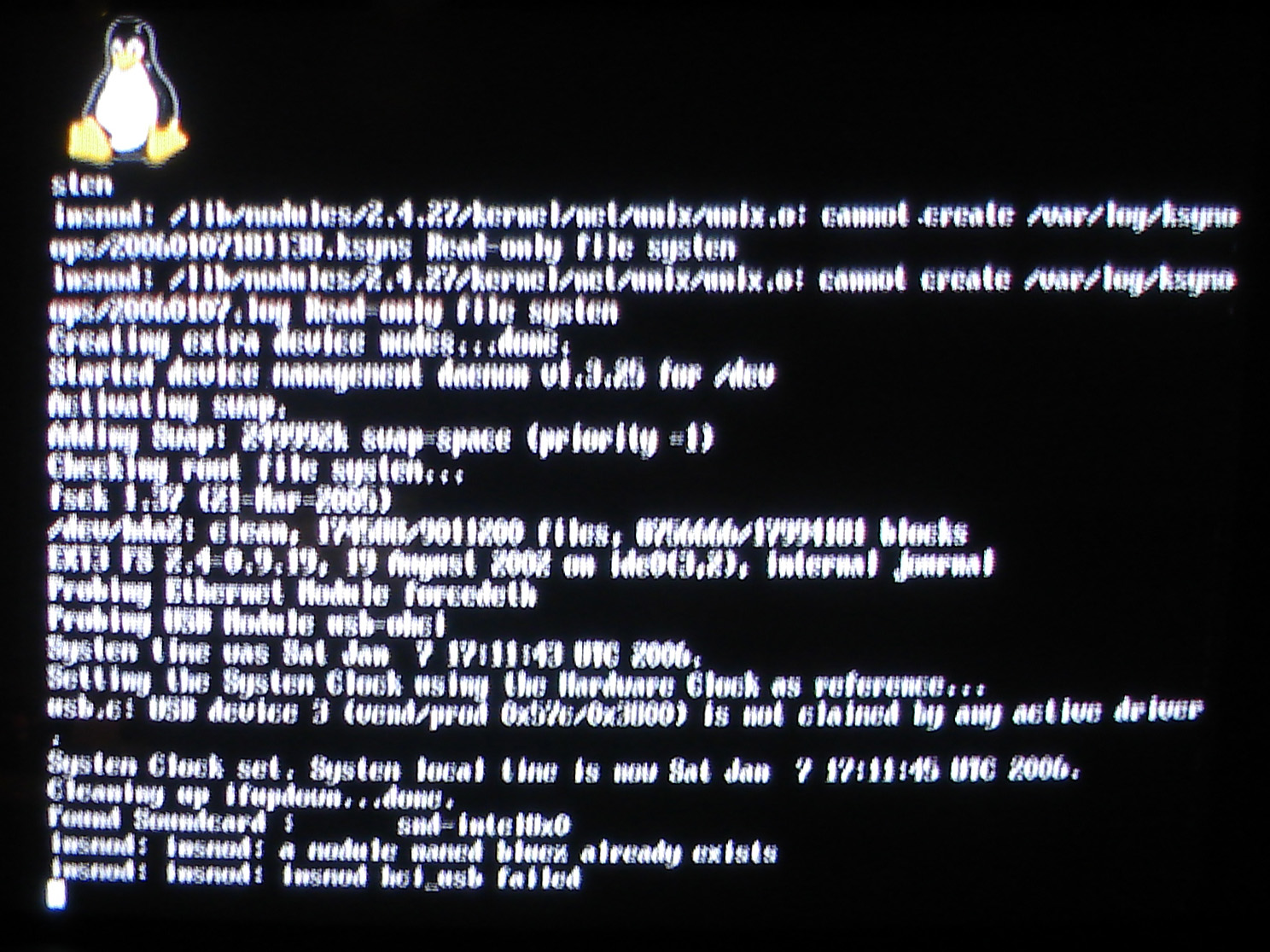
Arranque Xebian

Una Xbox con Linux instalado puede actuar como una computadora de escritorio completa con soporte para mouse y teclado, software de productividad, y conexión a la TV. 
Actualmente, solo algunas distribuciones de Xbox Linux se ejecutarán en la versión 1.6 de Xbox (la tercera versión más nueva, incluida la 1.6b). Las Xbox con modchips y la BIOS Cromwell instaladas pueden ejecutar más distribuciones que aquellas con solo un softmod. Esto se debe principalmente a problemas con el chip de video utilizado en la versión 1.6 de Xbox que fue desarrollado exclusivamente por Microsoft y que no tiene código fuente disponible en este momento. Esto puede provocar problemas de overscan significativa en los cuatro lados de la pantalla cuando se carga un kernel diferente al original. 

## Softmod
Una de las formas más populares de instalar Xbox Linux es a través de un softmod, que no requiere un modchip para su uso. El softmod de Xbox Linux utiliza un exploit de guardado que se puede ejecutar al jugar MechAssault, Splinter Cell, 007: Agent Under Fire y Tony Hawk's Pro Skater 4. El método implica cargar un archivo guardado alterado transferido al disco duro de la Xbox. Cuando se carga el archivo de guardado, se inicia MechInstaller. La opción Xbox Live en la placa se reemplaza con la nueva opción de Linux después de reiniciar el sistema. Otro softmod que se puede usar es el exploit hotswap que desbloqueará el disco duro de Xbox el tiempo suficiente para permitir que uno lo modifique. 
También hay una manera de reemplazar completamente el BIOS estándar de Xbox con un BIOS "Cromwell", que es completamente legal y es únicamente para Linux en Xbox. Sin embargo, una vez que el TSOP (chip BIOS) se actualiza con "Cromwell", la Xbox ya no puede jugar juegos de Xbox o ejecutar ejecutables nativos de Xbox (archivos .xbe, similar a .exe para Windows). 

## Lista de distribuciones
Hay varias distribuciones de Xbox Linux, mayoría de las cuales se basan en distribuciones de Linux para PC. 
| Distribución                  | Basada en | Última actualización | Notas |
| ----------------------------- | --------- | -------------------- | --- |
| Xebian                        | Debian    | 28 de junio de 2005  | Xebian es una distribución de Xbox Linux que se puede instalar en el disco duro de Xbox o iniciar una sesión live. Una interfaz de MythTV se puede ejecutar en Xebian y conectarse a un backend separado. |
| Gentoox                       | Gentoo    | 28 de enero de 2009  | Distribución basada en Gentoo con diversas variantes disponibles |
| X-DSL                         | Knoppix   | 12 de enero de 2009  | Una distribución basada en Damn Small Linux. |
| XFedora                       | Fedora    | 24 de enero de 2005  | Distribución Linux en forma de plug-in para la Xbox. |
| xUbuntu                       | Ubuntu    | 8 de febrero de 2006 | Distribución basada en Ubuntu 5.10 "Breezy Badger" en forma de imagen ISO |
| Xbox Linux Live Plugin System | Knoppix   |                      | Distribución Linux en forma de plug-in para la Xbox. |

### Gentoox
Gentoox es una versión de Gentoo Linux creada especialmente para la videoconsola Xbox de Microsoft. Requiere un modchip o exploit para funcionar.
La instalación se puede hacer de dos formas: Mediante un Live-CD, o por ftp usando el dashboard Evolution-X. Puede ser instalado en el disco E:\, F:\ o en su propia partición y funcionar con cualquier dashboard como Kodi o con una versión modificada de la bios cromwell.

#### Variantes
- Home, para principiantes con software compilado.
- Pro, para Barebones. Permite modificar su instalación según las necesidades.
- MCE, Gentoox Media Center.
- Sparkle, para recuperación del sistema de archivos.
- Resctoox - Recuperación del sistema.